# Janet Steinbeck
Janette May „Jenny” Steinbeck później Janet Murray (ur. 27 lutego 1951 w Brisbane) – australijska pływaczka. Srebrna medalistka olimpijska z Meksyku.
Zawody w 1968 były jej jedynymi igrzyskami olimpijskimi. Medal zdobyła w sztafecie 4 × 100 metrów stylem zmiennym. Australijską sztafetę tworzyły również Judy Playfair, Lyn McClements i Lynne Watson. Na Igrzyskach Imperium Brytyjskiego i Wspólnoty Brytyjskiej w 1966 była druga w sztafecie w stylu dowolnym.